# Seleção Cântabra de Futebol
A Seleção Cântabra de Futebol é a seleção de futebol da região de Cantábria, Espanha. Não é afiliada a FIFA ou UEFA, porque o país é representado pela Seleção Espanhola de Futebol em partidas oficiais. Portanto, a seleção disputa apenas jogos amistosos.

## História
A Federación Cántabra de Fútbol foi oficialmente estabilizada em 1923. A primeira partida realizada pela Seleção Cântabra aconteceu quase dois anos após a fundação da associação, em 9 de março de 1924, na vitória por 3-0 contra a Seleção Aragonesa de Futebol. Antes disso já havia sido realizado uma partida contra a Seleção Catalã de Futebol, onde a Cantábria perdeu por 1-0.

## Partidas internacionais[2]
| Data        | Local     | Time mandante         | Oponente  | Result. |
| ----------- | --------- | --------------------- | --------- | ------- |
| 22 dez 2000 | Santander | Cantábria             | Estônia   | 0-1     |
| 22 dez 1997 | Santander | Cantábria             | Letônia   | 3-0     |
| 21 abr 1924 | Zaragoza  | Aragão                | Cantábria | 2-1     |
| 20 abr 1924 | Zaragoza  | Aragão                | Cantábria | 1-0     |
| 9 mar 1924  | Santander | Cantábria             | Aragão    | 3-0     |
| 10 mai 1917 | Barcelona | Catalunha \|Cantábria | 1-0       |         |
| 191?        | Biscaya   | Basco                 | Cantábria | ?-?     |
| 191?        | Cantabria | Cantábria             | Basco     | ?-?     |

## Principais jogadores
| - Pedro Munitis - Iván de la Peña - Iván Helguera - José Emilio Amavisca - Vicente Engonga - Gonzalo Colsa |  | - Álvaro Cervera - Luis Fernández - Jose María Ceballos - Angel de Juana |